# Bouville (Essonne)
Pour les articles homonymes, voir Bouville.
Bouville (prononcé [buvil] ) est une commune française située à 48 kilomètres au sud-est de Paris dans le département de l'Essonne en région Île-de-France.
Ses habitants sont appelés les Bouvillons.

## Géographie

### Situation
| Type d’occupation           | Pourcentage | Superficie (en hectares) |
| --------------------------- | ----------- | ------------------------ |
| Espace urbain construit     | 2,0 %       | 41,66                    |
| Espace urbain non construit | 1,7 %       | 34,85                    |
| Espace rural                | 96,3 %      | 2 013,14                 |
| Source : Iaurif             |             |                          |

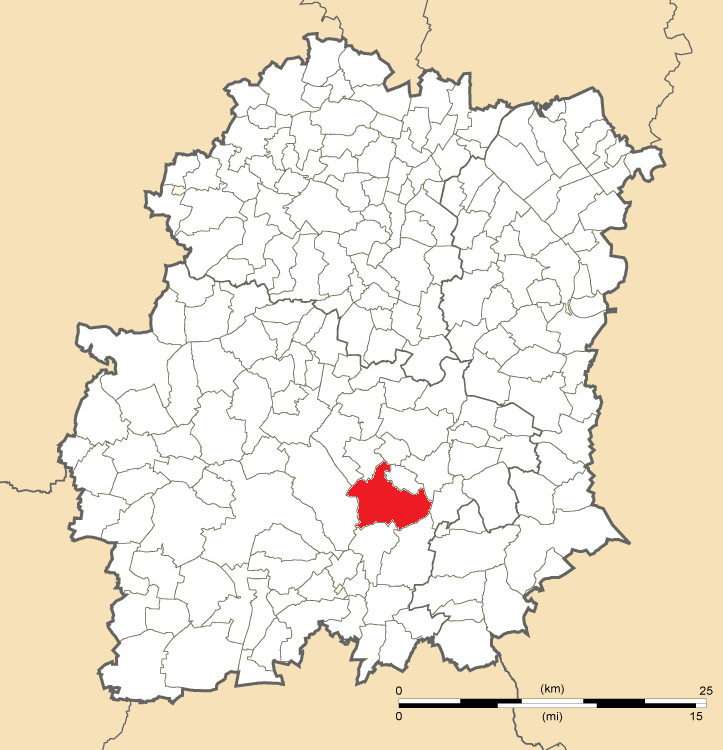
Position de Bouville en Essonne.

Bouville est située à 48 kilomètres au sud-ouest de Paris-Notre-Dame, point zéro des routes de France, 25 kilomètres au sud-ouest d'Évry, 9 kilomètres à l'est d'Étampes, 8 kilomètres au sud-ouest de La Ferté-Alais, 14 kilomètres au nord-ouest de Milly-la-Forêt, 18 kilomètres au sud-est d'Arpajon, 23 kilomètres au sud-est de Montlhéry, 23 kilomètress au sud-est de Dourdan, 24 kilomètres au sud-ouest de Corbeil-Essonnes, 31 kilomètres au sud-est de Palaiseau. Elle est aussi située à 70 kilomètres au nord-est de Bouville en Eure-et-Loir et 161 kilomètres au sud-est de Bouville dans la Seine-Maritime.

### Relief et géologie
Le point le plus bas de la commune est situé à 66 mètres d'altitude et le point culminant à 152 mètres.

### Climat
Pour des articles plus généraux, voir Climat de l'Île-de-France et Climat de l'Essonne.
En 2010, le climat de la commune est de type climat océanique dégradé des plaines du Centre et du Nord, selon une étude du CNRS s'appuyant sur une série de données couvrant la période 1971-2000. En 2020, Météo-France publie une typologie des climats de la France métropolitaine dans laquelle la commune est exposée à un climat océanique altéré et est dans la région climatique Sud-ouest du bassin Parisien, caractérisée par une faible pluviométrie, notamment au printemps (120 à 150 mm) et un hiver froid (3,5 °C). 
Pour la période 1971-2000, la température annuelle moyenne est de 11,1 °C, avec une amplitude thermique annuelle de 15,3 °C. Le cumul annuel moyen de précipitations est de 661 mm, avec 10,5 jours de précipitations en janvier et 7,7 jours en juillet. Pour la période 1991-2020, la température moyenne annuelle observée sur la station météorologique la plus proche, située sur la commune de Courdimanche-sur-Essonne à 8 km à vol d'oiseau, est de 11,6 °C et le cumul annuel moyen de précipitations est de 594,8 mm,. Pour l'avenir, les paramètres climatiques de la commune estimés pour 2050 selon différents scénarios d'émission de gaz à effet de serre sont consultables sur un site dédié publié par Météo-France en novembre 2022.

### Voies de communication et transports

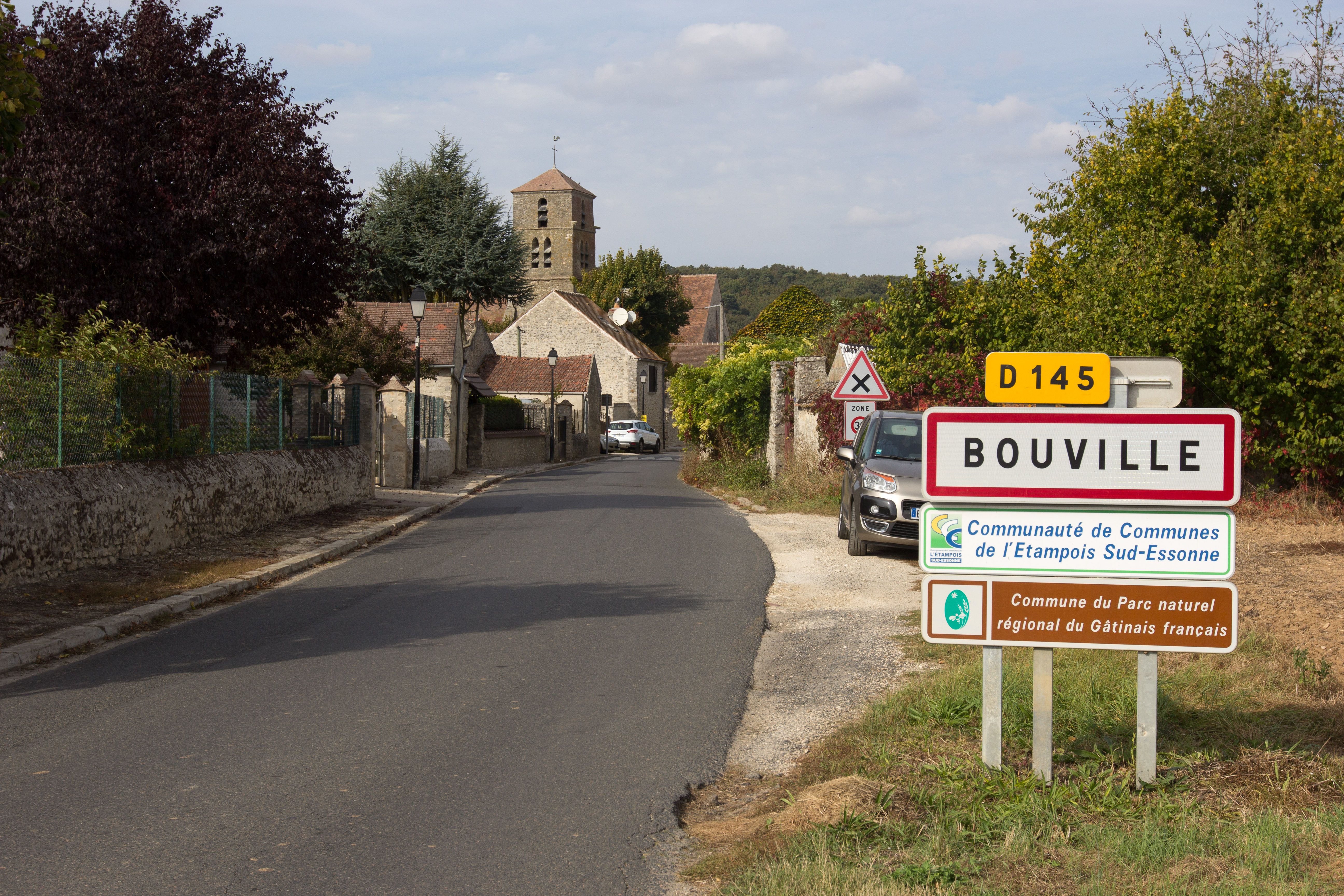
Entrée est de Bouville par la route départementale D145.

### Lieux-dits, écarts et quartiers
Le village se divise en trois parties. Autour de l'église se trouve le petit Bouville, c'est en fait le cœur historique du village, non loin du château de Farcheville. Le grand Bouville constitue le deuxième ensemble bâti, le plus étendu aujourd'hui et séparé du petit Bouville par un espace non bâti de moins de 200 mètres de long. Enfin, le grand Frenneville est un hameau constitué de quelques maisons, bâties de part et d'autre d'une rue marquant la limite entre la commune de Bouville et celle de Valpuiseaux. Toutes celles situées à l'ouest de la rue sont bouvillonnes.

## Urbanisme

### Typologie
Au 1er janvier 2024, Bouville est catégorisée commune rurale à habitat dispersé, selon la nouvelle grille communale de densité à sept niveaux définie par l'Insee en 2022.
Elle est située hors unité urbaine. Par ailleurs la commune fait partie de l'aire d'attraction de Paris, dont elle est une commune de la couronne,. Cette aire regroupe 1 929 communes,.

## Toponymie
Le nom de la localité est attesté sous les formes Bolovilla en 1119   et Bouvilla au XIIe siècle.
Il s'agit d'une formation toponymique médiévale en -ville au sens ancien de « domaine rural », précédé d'un anthroponyme conformément au cas général.
L'élément Bou- doit représenter le nom de personne germanique Bolo avec vocalisation régulière du groupe /ol/ en ancien français.
La commune fut créée en 1793 avec son nom actuel.
Remarque : homographie / homophonie avec Bouville (Seine-Maritime, Bouvilla avant 1155), mais étymologie différente.

## Population et société

### Démographie

#### Évolution démographique
L'évolution du nombre d'habitants est connue à travers les recensements de la population effectués dans la commune depuis 1793. Pour les communes de moins de 10 000 habitants, une enquête de recensement portant sur toute la population est réalisée tous les cinq ans, les populations de référence des années intermédiaires étant quant à elles estimées par interpolation ou extrapolation. Pour la commune, le premier recensement exhaustif entrant dans le cadre du nouveau dispositif a été réalisé en 2004.

En 2022, la commune comptait 658 habitants, en évolution de +1,39 % par rapport à 2016 (Essonne : +2,89 %, France hors Mayotte : +2,11 %).
| 1793 | 1800 | 1806 | 1821 | 1831 | 1836 | 1841 | 1846 | 1851 |
| ---- | ---- | ---- | ---- | ---- | ---- | ---- | ---- | ---- |
| 552  | 521  | 621  | 495  | 629  | 600  | 583  | 567  | 546  |

| 1856 | 1861 | 1866 | 1872 | 1876 | 1881 | 1886 | 1891 | 1896 |
| ---- | ---- | ---- | ---- | ---- | ---- | ---- | ---- | ---- |
| 539  | 532  | 501  | 464  | 462  | 474  | 458  | 495  | 449  |

| 1901 | 1906 | 1911 | 1921 | 1926 | 1931 | 1936 | 1946 | 1954 |
| ---- | ---- | ---- | ---- | ---- | ---- | ---- | ---- | ---- |
| 428  | 403  | 407  | 398  | 361  | 355  | 328  | 321  | 301  |

| 1962 | 1968 | 1975 | 1982 | 1990 | 1999 | 2004 | 2006 | 2009 |
| ---- | ---- | ---- | ---- | ---- | ---- | ---- | ---- | ---- |
| 286  | 301  | 361  | 492  | 533  | 538  | 636  | 664  | 622  |

| 2014 | 2019 | 2022 | - | - | - | - | - | - |
| ---- | ---- | ---- | - | - | - | - | - | - |
| 645  | 646  | 658  | - | - | - | - | - | - |

#### Pyramide des âges
En 2018, le taux de personnes d'un âge inférieur à 30 ans s'élève à 32,3 %, soit en dessous de la moyenne départementale (39,9 %). À l'inverse, le taux de personnes d'âge supérieur à 60 ans est de 27,6 % la même année, alors qu'il est de 20,1 % au niveau départemental.
En 2018, la commune comptait 315 hommes pour 332 femmes, soit un taux de 51,31 % de femmes, légèrement supérieur au taux départemental (51,02 %).
Les pyramides des âges de la commune et du département s'établissent comme suit.
| Hommes | Classe d’âge | Femmes |
| ------ | ------------ | ------ |
| 0,3    | 90 ou +      | 0,3    |
| 5,1    | 75-89 ans    | 7,3    |
| 19,4   | 60-74 ans    | 22,7   |
| 25,4   | 45-59 ans    | 24,2   |
| 16,5   | 30-44 ans    | 14,2   |
| 16,2   | 15-29 ans    | 18,4   |
| 17,1   | 0-14 ans     | 13,0   |

| Hommes | Classe d’âge | Femmes |
| ------ | ------------ | ------ |
| 0,5    | 90 ou +      | 1,4    |
| 5,4    | 75-89 ans    | 7,2    |
| 12,9   | 60-74 ans    | 13,9   |
| 20     | 45-59 ans    | 19,4   |
| 19,9   | 30-44 ans    | 20,1   |
| 20     | 15-29 ans    | 18,2   |
| 21,3   | 0-14 ans     | 19,8   |

## Politique et administration

### Politique locale
La commune de Bouville est rattachée au canton d'Étampes, représenté par les conseillers départementaux Marie-Claire Chambaret (DVD) et Guy Crosnier (UMP), à l'arrondissement d’Étampes et à la deuxième circonscription de l'Essonne, représentée par le député Franck Marlin (UMP).
L'Insee attribue à la commune le code 91 1 08 100. La commune de Bouville est enregistrée au répertoire des entreprises sous le code SIREN 219 101 003. Son activité est enregistrée sous le code APE 8411Z.

### Tendances et résultats politiques
Élections présidentielles, résultats des deuxièmes tours :
- Élection présidentielle de 2002 : 82,31 % pour Jacques Chirac (RPR), 17,69 % pour Jean-Marie Le Pen (FN), 81,38 % de participation[39].
- Élection présidentielle de 2007 : 62,77 % pour Nicolas Sarkozy (UMP), 37,23 % pour Ségolène Royal (PS), 88,31 % de participation[40].
- Élection présidentielle de 2012 : 58,86 % pour Nicolas Sarkozy (UMP), 41,14 % pour François Hollande (PS), 81,71 % de participation[41].

Élections législatives, résultats des deuxièmes tours :
- Élections législatives de 2002 : 64,52 % pour Franck Marlin (UMP), 35,48 % pour Gérard Lefranc (PCF), 60,33 % de participation[42].
- Élections législatives de 2007 : 58,96 % pour Franck Marlin (UMP) élu au premier tour, 15,31 % pour Marie-Agnès Labarre (PS), 62,85 % de participation[43].
- Élections législatives de 2012 : 62,89 % pour Franck Marlin (UMP), 37,11 % pour Béatrice Pèrié (PS), 61,46 % de participation[44].

Élections européennes, résultats des deux meilleurs scores :
- Élections européennes de 2004 : 26,51 % pour Harlem Désir (PS), 17,21 % pour Patrick Gaubert (UMP), 47,48 % de participation[45].
- Élections européennes de 2009 : 22,37 % pour Daniel Cohn-Bendit (Les Verts), 19,63 % pour Michel Barnier (UMP), 46,95 % de participation[46].

Élections régionales, résultats des deux meilleurs scores :
- Élections régionales de 2004 : 45,05 % pour Jean-Paul Huchon (PS), 40,54 % pour Jean-François Copé (UMP), 72,55 % de participation[47].
- Élections régionales de 2010 : 56,11 % pour Jean-Paul Huchon (PS), 43,89 % pour Valérie Pécresse (UMP), 49,79 % de participation[48].

Élections cantonales, résultats des deuxièmes tours :
- Élections cantonales de 2001 : données manquantes.
- Élections cantonales de 2008 : 71,43 % pour Jean Perthuis (UMP), 28,57 % pour François Jousset (PCF), 48,98 % de participation[49].

Élections municipales, résultats des deuxièmes tours :
- Élections municipales de 2001 : données manquantes.
- Élections municipales de 2008 : 212 voix pour Jack Masse (?), 210 voix pour Marie-Josèphe Barbat (?), 72,54 % de participation[50].

Référendums :
- Référendum de 2000 relatif au quinquennat présidentiel : 69,52 % pour le Oui, 30,48 % pour le Non, 46,98 % de participation[51].
- Référendum de 2005 relatif au traité établissant une Constitution pour l'Europe : 50,14 % pour le Oui, 49,86 % pour le Non, 77,66 % de participation[52].

### Enseignement

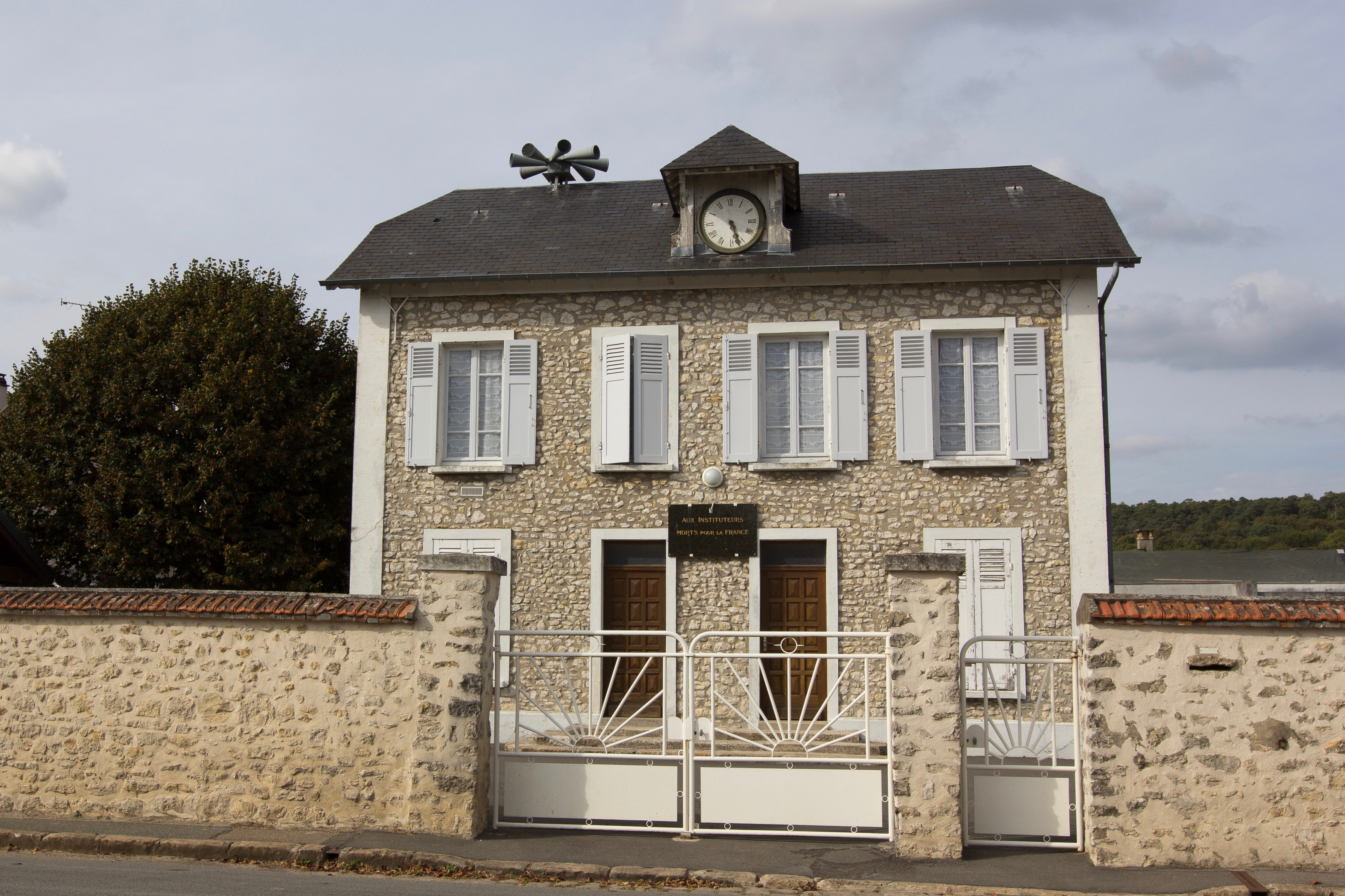
École de Bouville (ancienne mairie).

Les établissements scolaires de Bouville sont rattachés à l'académie de Versailles. La commune dispose sur son territoire d'une école maternelle publique.

### Services publics
La commune dispose sur son territoire d'une agence postale.

### Jumelages
La commune de Bouville n'a développé aucune association de jumelage.

## Vie quotidienne à Bouville

### Lieux de culte

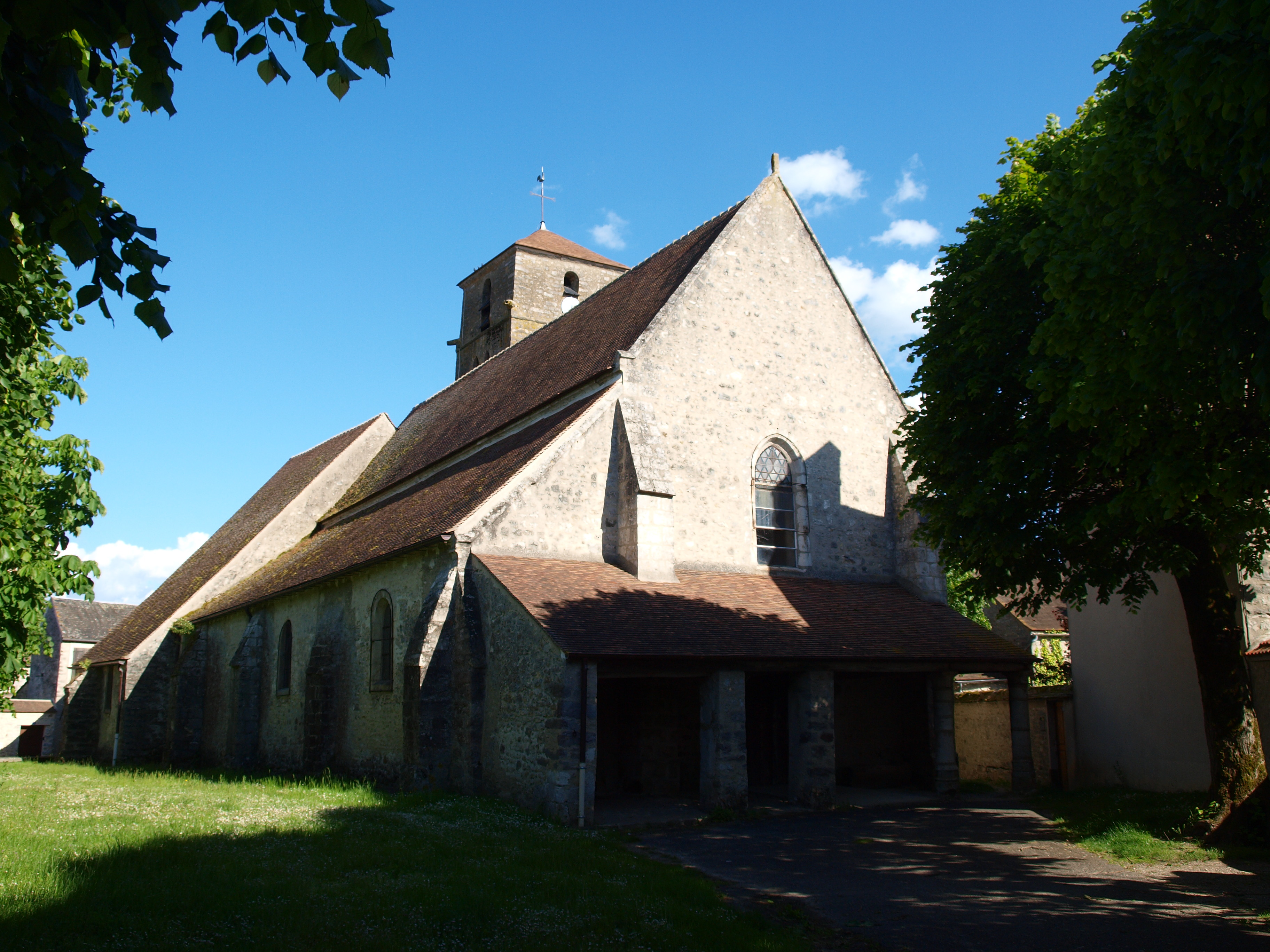
L’église Saint-Martin de Bouville.

La paroisse catholique de Bouville est rattachée au secteur pastoral de Milly-la-Forêt et au diocèse d'Évry-Corbeil-Essonnes. Elle dispose de l'église Saint-Martin.

### Médias
L'hebdomadaire Le Républicain relate les informations locales. La commune est en outre dans le bassin d'émission des chaînes de télévision France 3 Paris Île-de-France Centre, IDF1 et Téléssonne intégré à Télif.

## Économie

### Emplois, revenus et niveau de vie
En 2010, le revenu fiscal médian par ménage était de 44 869 €, ce qui plaçait Bouville au 886e rang parmi les 31 525 communes de plus de 39 ménages en métropole.
| Répartition des emplois par catégories socioprofessionnelles en 2006. |              |                                           |                                                   |                            |                          |                           |
|                                                                       | Agriculteurs | Artisans, commerçants, chefs d’entreprise | Cadres et professions intellectuelles supérieures | Professions intermédiaires | Employés                 | Ouvriers                  |
| Bouville                                                              | -            | -                                         | -                                                 | -                          | -                        | -                         |
| Zone d’emploi d’Étampes                                               | 1,8 %        | 6,2 %                                     | 15,1 %                                            | 24,9 %                     | 27,2 %                   | 24,8 %                    |
| Moyenne nationale                                                     | 2,2 %        | 6,0 %                                     | 15,4 %                                            | 24,6 %                     | 28,7 %                   | 23,2 %                    |
| Répartition des emplois par secteurs d’activités en 2006.             |              |                                           |                                                   |                            |                          |                           |
|                                                                       | Agriculture  | Industrie                                 | Construction                                      | Commerce                   | Services aux entreprises | Services aux particuliers |
| Bouville                                                              | -            | -                                         | -                                                 | -                          | -                        | -                         |
| Zone d’emploi d’Étampes                                               | 2,9 %        | 16,1 %                                    | 6,7 %                                             | 14,8 %                     | 9,2 %                    | 5,8 %                     |
| Moyenne nationale                                                     | 3,5 %        | 15,2 %                                    | 6,4 %                                             | 13,3 %                     | 13,3 %                   | 7,6 %                     |
| Sources : Insee,                                                      |              |                                           |                                                   |                            |                          |                           |

## Culture locale et patrimoine

### Patrimoine environnemental
Les bois entourant le village, la pelouse calcicole et la carrière géologique ont été recensés au titre des espaces naturels sensibles par le conseil général de l'Essonne.

### Patrimoine architectural

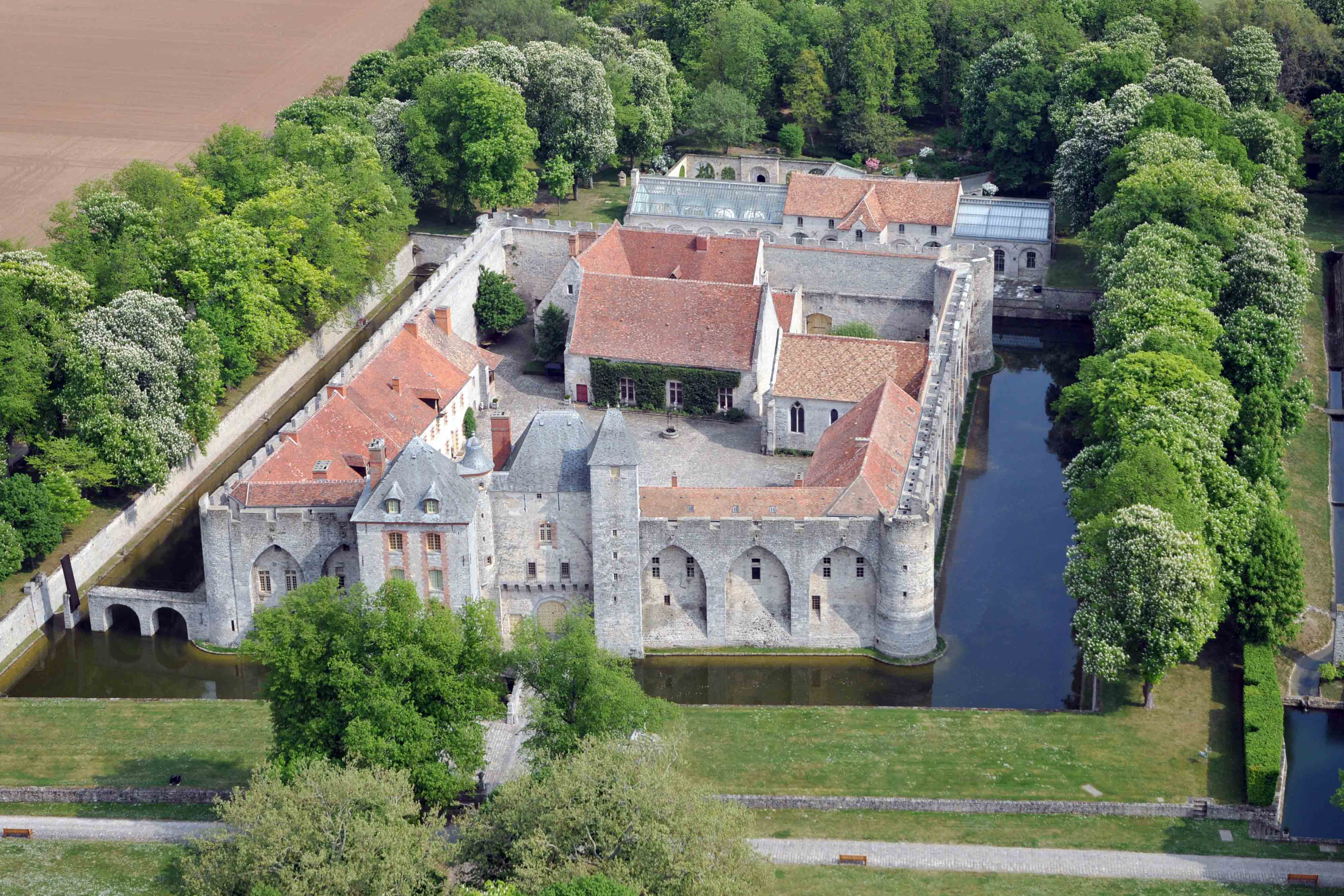
Le château Farcheville.

- L'église Saint-Martin du XIIe siècle a été inscrite aux monuments historiques le 2 août 1946[61],[62].
- Le château de Farcheville du XIIIe siècle a été inscrit aux monuments historiques le 20 octobre 1946 et classé le 29 avril 1948[63],[64].

### Personnalités liées à la commune
Différents personnages publics sont nés, décédés ou ont vécu à Bouville :
- Hugues II de Bouville (1240-1304), chambellan y fit construire un château de plaine en 1291.
- Hugues III de Bouville (1275-1331), chambellan hérita du château et de la seigneurie en 1308.
- Jean IV de Bouville (1283-1308), frère de Hugues III, chambellan du roi Philippe IV de France y vécut.
- Blanche de Bouville (1300-1329), fut la première femme d'Olivier IV de Clisson.
- Jean Chalopin (1950-), producteur de cinéma et scénariste y vécut au château de Farcheville de 1994 à 2006.

### Héraldique
| Blason de Bouville | Les armes de Bouville se blasonnent : Écartelé : au premier et au quatrième d'argent à la fasce de gueules chargée de trois annelets d'or, au deuxième et au troisième d'azur au château de Farcheville d'or ouvert et ajouré de sable, flanqué à dextre et à senestre d'une muraille crénelée aussi d'or mouvant des deux bords de l'écu. |

### Bouville dans les arts et la culture
- Bouville a servi de lieu de tournage pour les films Trafic d'influence de Dominique Farrugia sorti en 1999 et Le Candidat de Niels Arestrup sorti en 2007[65].